# Abraxas baccata
Abraxas baccata là một loài bướm đêm trong họ Geometridae.